# Lipat Kain
Lipat Kain is een bestuurslaag in het regentschap Kampar van de provincie Riau, Indonesië. Lipat Kain telt 3936 inwoners (volkstelling 2010).